# Pape Moussa Touré
Pape Moussa Touré (... – Thiès, 1º agosto 2021) è stato un allenatore di pallacanestro senegalese.

## Carriera
Ha guidato la Tunisia a due edizioni dei Campionati africani (2009, 2011) e il Senegal ai Campionati africani del 2013.